# Geneviève Dormann
Geneviève Dormann (Paris, 24 de setembro de 1933 - Paris, 13 de fevereiro de 2015) foi uma jornalista e romancista francesa. Os personagens principais de seus livros são frequentemente mulheres modernas de temperamento forte.

## Biografia
Filha do político Maurice Dormann, ela nasceu em Paris. Dormann trabalhou como jornalista para a revista Marie Claire e para o jornal Le Figaro. Em 1957, ela publicou seu primeiro livro La Première pierre, uma coleção de contos. Ela recebeu o Prix des Quatre-Jurys em 1971 por Je t'apporterai des orages e o Prix des Deux Magots por seu romance de 1974, Le Bateau du courrier.
Em 1981, Dormann recebeu o Grand Prix de la ville de Paris por seu trabalho. No ano seguinte, Le Roman de Sophie Trébuchet, sobre a mãe de Victor Hugo, recebeu o prêmio Kléber Haedens.
Em 1989, ela foi premiada com o Grande prêmio de romance da Academia francesa por Le Bal du dodo. Seu romance Adieu, phénomène, de 1999, recebeu o Prêmio Maurice Genevoix.
Dormann casou-se com o pintor Philippe Lejeune e tiveram três filhos. Mais tarde eles se divorciaram. Em seguida, ela se casou com o escritor Jean-Loup Dabadie. Esse casamento também terminou em divórcio.